# Mari Maurstad

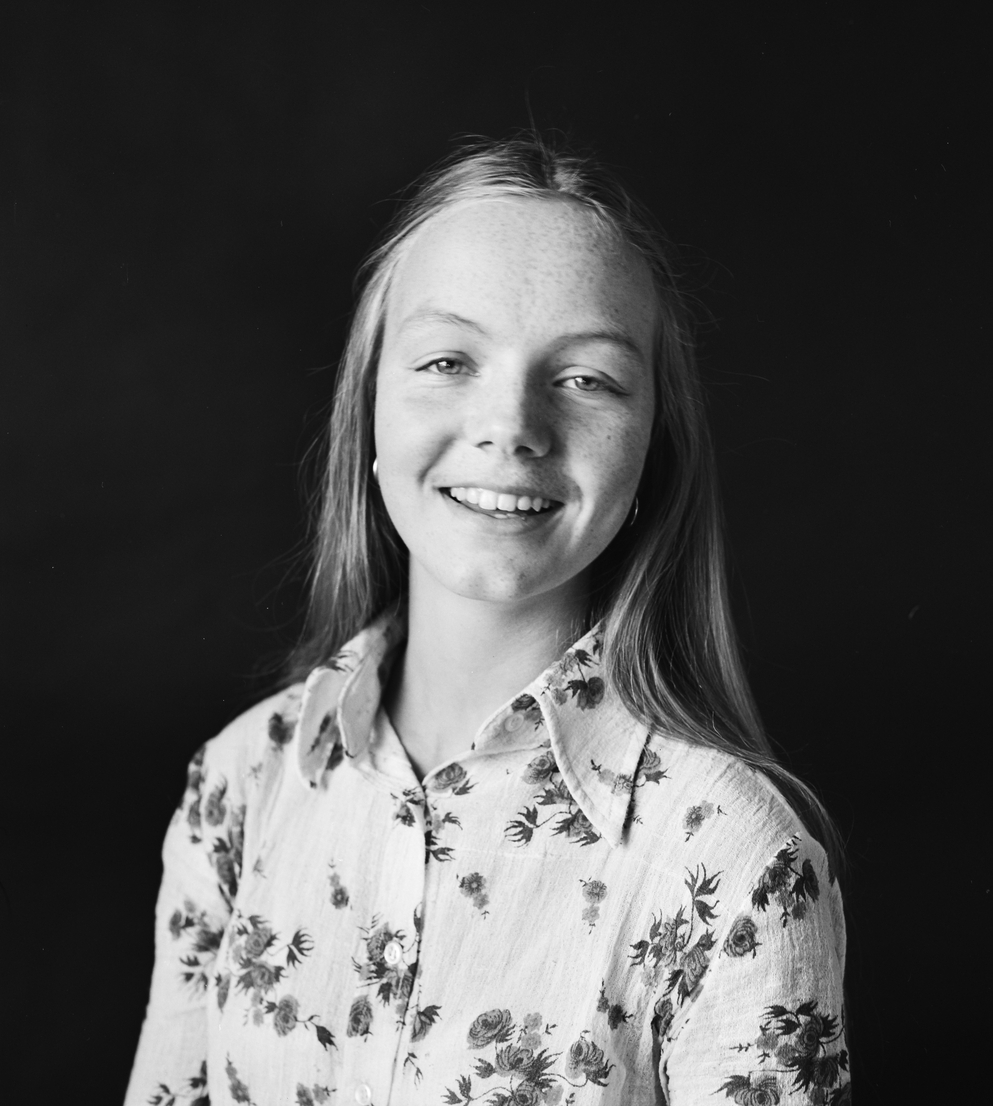
Mari Maurstad, 1973

Mari Maurstad (* 17. März 1957 in Oslo) ist eine norwegische Schauspielerin.

## Leben
Maurstad kam als Tochter des Schauspielers, Musikers und Regisseurs Alfred Maurstad zur Welt. Der Schauspieler Toralv Maurstad ist ihr Halbbruder. Sie besuchte die Theaterlinie der Hartvig-Nissen-Schule in Oslo. Im Jahr 1977 debütierte sie am Theater Den Nationale Scene. Dort spielte sie im Stück Kvinner. Im darauffolgenden Jahr übernahm sie die Rolle der Cordelia in König Lear. Nachdem sie von 1977 bis 1980 am Bergener Theater Den Nationale Scene angestellt gewesen war, folgte 1981 ein Engagement am Nationaltheatret in Oslo. Sie wirkte über die Zeit hinweg in Komödien, Musicals und Kindertheateraufführungen mit. So übernahm sie unter anderem die Rolle der Pippi Langstrumpf und die der Eliza Doolittle in My Fair Lady. Im Jahr 2008 erhielt sie beim Theaterpreis Heddaprisen eine Auszeichnung in der Kategorie der besten Nebenrolle. Am Nationaltheatret spielte sie in über 60 Rollen.
Neben ihrer Tätigkeit am Theater wirkte sie auch an Filmen mit. Im Jahr 1986 übernahm sie dabei ihre erste größere Rolle im Film Drømmeslottet. Auch war sie als Synchronsprecherin für verschiedene Produktionen tätig, so etwa für die norwegische Verfilmung von Käpt’n Säbelzahn. Als Autorin gab sie über die Zeit hinweg mehrere Bücher heraus, zudem veröffentlichte sie CDs. Im Herbst 2007 nahm sie an der Tanzshow Skal vi danse von TV 2 teil.
Maurstad ist mit dem Cellisten und Hochschullehrer Aage Kvalbein verheiratet und hat drei Söhne. Aslak Maurstad ist als Schauspieler und Synchronsprecher tätig, Scott Maurstad als Regisseur und Synchronsprecher und Stinius Maurstad als Geigenspieler. Gemeinsam mit ihren Söhnen wirkte sie an der bei TV 2 ausgestrahlten Serie Sofa teil, in der sie Fernsehmomente kommentieren. Für das Mitwirken wurden sie beim Fernsehpreis Gullruten als „Teilnehmer des Jahres“ nominiert.

## Auszeichnungen
- 2001: Leif Justers revypris[3]
- 2008: Heddaprisen, beste Nebenrolle (für die Rolle Miss Lamont in Singin’ in the rain)[5]
- 2024: Gullruten, Nominierung als Teilnehmer des Jahres (Familie Maurstad für die Teilnahme bei Sofa)[6]

## Filmografie (Auswahl)
- 1986: Drømmeslottet
- 1986: Peer Gynt
- 1987: På stigende kurs
- 1987: Pilen flyttebyrå (Fernsehserie, 4 Folgen)
- 1992: Sofie
- 1994–1995: Vestavid (Fernsehserie, 2 Folgen)
- 1995: Jakten på Mauritius (Fernsehserie, 4 Folgen)
- 2001: Fjortis
- 2012: Tina & Bettina: The Movie
- 2021: Helsebrusjan
- 2024: Askepote
- 2024: Gratulerer med dagen!